# .iq
A .iq Irak internetes legfelső szintű tartomány kódja, melyet 1997-ben hoztak létre.
2005-től, az iraki háború befejezése után hirdették meg a .iq kód használatát.